# Sophie Willan
Sophie Tinuviel Willan (Bolton, 21 de outubro de 1987) é uma atriz, narradora, escritora e comediante inglesa. Ela ganhou dois BAFTAs por seu seriado de televisão Alma's Not Normal.